# Kostel Nanebevzetí Panny Marie (Dvory nad Lužnicí)
Kostel Nanebevzetí Panny Marie ve Dvorech nad Lužnicí je filiální kostel římskokatolické farnosti Suchdol nad Lužnicí a kulturní památka České republiky (od 13.5.1958). Památkově chráněn je celý areál kostela se hřbitovem a márnicí obehnaný ohradní zdí s branou.

## Historie a popis
Kostel pochází z třetí čtvrtiny 18. století (z roku 1788), byl postaven v pozdně barokním stylu. Na obdélníkovou chrámovou loď navazuje polygonální kněžiště. Sakristie je v přístavku. Věžní hodiny pochází z roku 1863. Do 31. 12. 2019 byl farním kostelem římskokatolické farnosti Dvory nad Lužnicí.

### Kostelní zvony
V kostele jsou dva kostelní zvony, a to zvon „sv. Josef“ (z roku 1894) a zvon „Ježíš“ (z roku 1790, od zvonaře Josefa Pernera z Českých Budějovic). Jeden z těchto zvonů pochází z kostela svatého Jana Křtitele v Krabonoši. Původní zvony byly během 1. světové války zrekvírovány.